# Християнска есхатология
Християнската есхатология (ἔσχατος, есхатос, последен и – λογία, логия, изучаване, тоест изучаване на „последните времена“) се състои от християнските пророчества, вярвания и т.н. свързани с идеята за трагичен край на Света (Земята, обществото и т.н.), такива каквито ги познаваме, свързани с апоклиптични събития и т.н., Второ пришествие, и настъпването на Царството божие след това. Християнска есхатология е основен дял на Християнската теология.

Според традиционната християнска есхатология поквареният свят трябва най-напред да загине под тежестта на собствените си грехове, за да настъпи Царството Божие на земята. Този архитип мит е винаги двустранен: една мощна, разтърсваща, ужасяваща катастрофа трябва да открие една нова епоха на щастие и радост. Основната тема на Апокалипсиса са хаосът и ужасите, които трябва да предхождат Божията победа.
—Асен Игнатов, Психология на комунизма 
Георги Фотев посочва, че „В юдейската и християнската религия есхатологията има ключово място и значение.“

## Интерпретативни подходи към християнските пророчества
Тези подходи са характерни както за християнската литература, така и за разбиранията на самите вярващи.
Историцизъм
Историцизмът разглежда пророчествата, като разкриващи един пространен поглед към човешката история, както и религиозно обяснение на историческите събития. Историцистите се опитват да идентифицират профетичните пасажи с основни минали (обикновено) събития в историята.
Претеризъм
Претеризмът може да се разглежда като частично историцистки, тъй като смята пророчествата за частично изпълнени, особено през 1 век, като се различават частичен и пълен претеризъм, като пълният приема, че всички пророчества са изпълнени през този период.
Футуризъм
Футуризмът приема, че събитията предстоят да се случат или са започнали да се случват в настоящето, като епоха след прехода от едното към другото десетилетие (2000 Г.), като възприемането на предходните 1000 за „епоха на духа“ е част от милениализма. Апокаптилицизма е очакването този Апокалипсис да се случи, тоест възприемането, че той предстои, а не че се е случил в миналото както при историцистите и претеристите.
Идеализъм
Според идеализма в Християнската есхатология, още като символен подход, събитията, които са описани не са нито минали, настоящи или бъдещи, но представляват по-широки теми, тенденции, идеали и разбирания. Понякога този подход е наричан символен, защото той подхожда към предсказанията символно, напр. Фредерик Денисон Морис интерпретира Царството Небесно идеалистично като символ, който представлява общото подобрение на обществото, а не конкретно физически и политически царство.